# Saint-Gervais-d'Auvergne
Saint-Gervais-d'Auvergne é uma comuna francesa na região administrativa de Auvérnia-Ródano-Alpes, no departamento Puy-de-Dôme. Estende-se por uma área de 47,3 km². Em 2010 a comuna tinha 1 438 habitantes (densidade: 30,4 hab./km²).